# Long Island Surf
I Long Island Surf sono stati una franchigia di pallacanestro della USBL, con sede a Long Island, nello stato di New York, attivi tra il 1985 e il 1988 e tra il 1991 e il 2001.
Nacquero come Long Island Knights nel 1985. Dopo un anno di pausa, ripresero l'attività nel 1987, per interromperla di nuovo dopo la stagione 1988. Rinacquero nel 1991 come Long Island Surf, e con questa denominazione disputarono due finali consecutive, nel 1997 e nel 1998, perdendole entrambe con gli Atlantic City Seagulls (114-112 e 100-96). Si sciolsero dopo la stagione 2001.

## Stagioni
| Stagione | Lega | Denominazione      | V  | P  | %    | Piazzamento | Play-off           |
| -------- | ---- | ------------------ | -- | -- | ---- | ----------- | ------------------ |
| 1985     | USBL | Long Island Knight | 9  | 15 | 37,5 | 6º          | -                  |
| 1987     | USBL | Long Island Knight | 13 | 15 | 46,7 | 4º          | Semifinale         |
| 1988     | USBL | Long Island Knight | 3  | 27 | 10,0 | 7º          | Quarti di finale   |
| 1991     | USBL | Long Island Surf   | 7  | 13 | 35,0 | 3º          | -                  |
| 1992     | USBL | Long Island Surf   | 13 | 13 | 50,0 | 2º          | Finale di division |
| 1993     | USBL | Long Island Surf   | 14 | 10 | 58,3 | 4º          | Quarti di finale   |
| 1994     | USBL | Long Island Surf   | 13 | 14 | 48,2 | 5º          | Quarti di finale   |
| 1995     | USBL | Long Island Surf   | 14 | 12 | 53,8 | 4º          | -                  |
| 1996     | USBL | Long Island Surf   | 14 | 13 | 51,9 | 3º          | Quarti di finale   |
| 1997     | USBL | Long Island Surf   | 19 | 7  | 73,1 | 2º          | Finale             |
| 1998     | USBL | Long Island Surf   | 18 | 7  | 72,0 | 1º          | Finale             |
| 1999     | USBL | Long Island Surf   | 13 | 15 | 46,4 | 2º          | Semifinale         |
| 2000     | USBL | Long Island Surf   | 15 | 15 | 50,0 | 3º          | Quarti di finale   |
| 2001     | USBL | Long Island Surf   | 13 | 16 | 44,8 | 3º          | Semifinale         |